# رابرت هانا
رابرت هانا (به انگلیسی: Robert Hanna) سناتور سابق عضو حزب ملی جمهوری‌خواه بود. وی در سال ۱۸۳۱ تا ۱۸۳۲ میلادی سناتور ایالت ایندیانا در سنای ایالات متحده آمریکا بود.